# Jalundar Sufaid Poshan
Jalundar Sufaid Poshan – miejscowość w Pakistanie, w prowincji Pendżab. W 2017 roku liczyła 3242 mieszkańców.